# 김수현 (1970년)
김수현(1970년 2월 20일 ~ )은 대한민국의 연극 배우이다. 배우 김인태, 백수련 부부의 아들이다.

## 생애
1993년 연극배우 첫 데뷔하였다.

## 학력
- 중앙대학교 연극영화학과 학사

## 출연작

### 영화
- 1997년 《지상만가》 ... 라디오 아나운서 역
- 2000년 《행복한 장의사》 ... 꿰멘 시체 역
- 2000년 《죽거나 혹은 나쁘거나》 ... 현수 역
- 2001년 《파이란》 ... 재수생 역
- 2001년 《고양이를 부탁해》 ... 증권사 직원 역
- 2002년 《피도 눈물도 없이》 ... 쌕쌕이 역
- 2002년 《울랄라 씨스터즈》 ... 고문 당하는 남자 역
- 2002년 《굳세어라 금순아》 ... 크라운파 행동대원 1 역
- 2003년 《쇼쇼쇼》 ... 어깨 4 역
- 2003년 《튜브》 ... 보좌관 역
- 2003년 《올드보이》 ... 비서실장 역 (특별출연)
- 2004년 《아라한 장풍대작전》 ... TV 진행 남 역
- 2005년 《주먹이 운다》 ... 권록 역
- 2005년 《천군》 ... 원훈 역
- 2006년 《다섯 개의 시선》 ... 우식 역
- 2006년 《짝패》 ... 서울 형사 역 (우정출연)
- 2006년 《뚝방전설》 ... 안상수 역
- 2008년 《원스 어폰 어 타임》 ... 야마다 역
- 2008년 《허밍》 ... 담당의사 역
- 2008년 《다찌마와 리: 악인이여 지옥행 급행열차를 타라!》 ... 다마네기 역
- 2008년 《스페어》 ... 명수 역
- 2010년 《대한민국 1%》 ... 2소대 3팀 역
- 2010년 《부당거래》 ... 수일 역
- 2011년 《특수본》 ... 일도 부하 역
- 2013년 《잠 못 드는 밤》 ... 현수 역
- 2014년 《보호자》 ... 전모 역
- 2014년 《이것이 우리의 끝이다》 ... 전두환 역
- 2014년 《거인》 ... 창원 역
- 2014년 《초록이와 스토커 아저씨》 ... 남편 역
- 2016년 《죽여주는 여자》 ... 세비로송 아들 역
- 2019년 《호흡》 ... 태규 역
- 2020년 《결백》 ... 로펌 부대표 역

### 드라마
- 2012년 TV조선 《한반도》 ... 리영춘 역
- 2012년 KBS2 《KBS 드라마 스페셜 - 칠성호》 ... 이상철 역
- 2015년 SBS 《마을》 ... 남수만 역
- 2020년 KBS2 《포레스트》 ... 장회장 역

### 연극
- 2011년 《친정엄마》
- 2011년 《연애시대》
- 2011년 《사랑이 온다》
- 2010년 《바냐아저씨》
- 2010년 《리회장 살해사건》
- 2010년 《오감도》
- 2010년 《사랑이 온다》
- 2008년 《방문자》